# 日常の謎
日常の謎（にちじょうのなぞ）とは、日本における推理小説の用語、もしくはジャンルの一つ。ジャンル名の場合は、日常ミステリ・日常ミステリーと呼ぶ場合もある。また、小説以外の媒体（漫画等）でも使われる。
日常生活の中にあるふとした謎、そしてそれが解明される過程を扱った小説作品を指す。対象はそもそも犯罪ですらないものが（悪意が絡んでいなかったり、被害らしきものが生じていないものも多い）ほとんどであり、せいぜい軽犯罪であるが、殺人に劣らないほど厳密なロジックで解き明かしていくものが多いため、多くは本格推理小説に分類される。性質上、警察官や私立探偵ではない、一般人が探偵役をつとめるものが多い。
謎が解明される過程で、日常生活に潜む人間心理なども同時に明かされる場合が多い。必ずしもほのぼのとした読後感のものばかりとは限らず、どす黒い悪意が暴き出されて衝撃的な終わり方をするケースもある。

## 歴史
北村薫がデビュー作である連作短編集『空飛ぶ馬』（1989年 東京創元社刊）において殺人がテーマではないものを仕上げ、その後若竹七海、澤木喬、加納朋子など日常での不可解な出来事を扱う作家が現れ、いつしか「日常の謎」派という呼称が読者の口に上るようになったとされる。『空飛ぶ馬』発表当時は、いわゆる新本格ムーブメントの最中であり、この作品によって、「殺人事件の解決だけが推理小説ではない」との認識が広まった。
もうひとつ、若竹七海が1980年代前半に実際に体験した、五十円玉二十枚の謎の存在も大きい。これは、「若竹七海がアルバイトをしていた池袋の書店で、毎週土曜日になると50円玉20枚を握りしめた男が現われて、千円札への両替だけ済ませるといそいそと帰っていった」（いわゆる「逆両替」）という実話で、この人物の行動の意図を勝手に説明してみよう、というアンソロジーが2度も編まれた。これだけのことでも十分に知的好奇心が満たされることがわかり、以後の「日常の謎」系の創作につながっている。

## 主な作品
- 相沢沙呼（酉乃初の事件簿シリーズ）
- 青井夏海（赤ちゃんをさがせシリーズ）
- 我孫子武丸（人形シリーズ）
- 大倉崇裕（『季刊落語』シリーズ）
- 大崎梢[1]（成風堂書店事件メモシリーズ）
- 加納朋子[1]（駒子シリーズ、等）
- 北村薫[1]（円紫さんシリーズ←「円紫さんと私シリーズ」・「《私》シリーズ」とも）
- 北森鴻（香菜里屋シリーズ）
- 倉知淳（猫丸先輩シリーズ）
- 近藤史恵（〈ビストロ・パ・マル〉シリーズ）
- 坂木司（ひきこもり探偵シリーズ、和菓子のアンシリーズ）
- 澤木喬[1]
- 田中啓文（『笑酔亭梅寿謎解噺』シリーズ）
- 戸板康二（中村雅楽シリーズ）
- 似鳥鶏（市立高校シリーズ、動物園シリーズ、等）
- 初野晴（〈ハルチカ〉シリーズ）
- はやみねかおる（虹北恭助シリーズ）
- 東野圭吾（新参者）
- 松尾由美（安楽椅子探偵アーチーシリーズ）
- 三上延（ビブリア古書堂の事件手帖シリーズ）
- 水原佐保（青春俳句講座 初桜）
- 光原百合（十八の夏、等）
- 森谷明子
- 米澤穂信（〈古典部〉シリーズ、〈小市民〉シリーズ）
- 若竹七海[1]